# Années 1560 av. J.-C.
Les années 1560 av. J.-C. couvrent les années de 1569 av. J.-C. à 1560 av. J.-C.

## Évènements
- 1570 av. J.-C.[1] ou 1569[2] : date présumée du début du règne du Pharaon Ahmôsis.
- 1570-1545 av. J.-C.[3] : règne de Pala-ishshan, roi d’Élam[4].

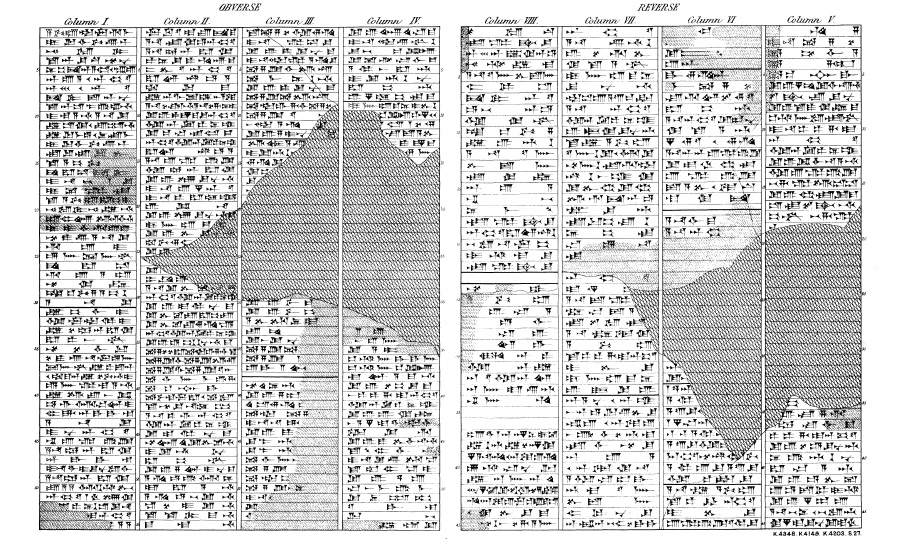
Copie de basse époque de l’inscription d’Agum-kakrime, qui mentionne qu’il a ramené dans leurs temples respectifs les statues divines enlevées par les Hittites. Son authenticité est douteuse.

- Vers 1570 av. J.-C.[3] : règne de Agoum II kakrime, roi kassite de Babylone. Les Kassites dominent Babylone. Agoum II ramène à Babylone les statues des dieux enlevés par les Hittites. Cette action lui assure une légitimité qui lui était nécessaire dans la politique, clairement manifestée par sa dynastie, de s’ancrer dans la tradition suméro-akkadienne. Il intervient contre le roi du pays de la Mer, Ulam-Buriash, dans le sud sumérien et s’empare de son territoire pendant que ce dernier est occupé en Élam. Il se pourrait qu’il ait dominé aussi Eshnunna et l’ensemble de la vallée de la Diyala[4].
- Vers 1565-1550 av. J.-C.[3] : règnes de Zindatas Ier, puis d’Ammuna, rois des Hittites[5]. Pour accéder au trône, Zindatas Ier supprime le fils et le petit-fils d’Hantilis Ier, son prédécesseur. Lui-même est assassiné par son fils Ammuna. Ammuna subit de graves revers et perd l’Arzawa et le pays d’Adaniya.